# Campionat britànic de trial 2004
La temporada de 2004 del Campionat britànic de trial fou la 54a edició d'aquest campionat, organitzat per l'ACU. El calendari oficial constava de 6 proves puntuables.

## Classificació final
| Posició | Pilot              | Motocicleta | Punts |
| ------- | ------------------ | ----------- | ----- |
| 1       | Steve Colley       | Gas Gas     | 101   |
| 2       | Shaun Morris       | Gas Gas     | 92    |
| 3       | Sam Connor         | Sherco      | 85    |
| 4       | Graham Jarvis      | Sherco      | 80    |
| 5       | Ian Austermuhle    | Beta        | 69    |
| 6       | Michael Phillipson | Beta        | 62    |
| 7       | James Dabill       | Beta        | 53    |
| 8       | Mika Vesterinen    | Gas Gas     | 44    |
| 9       | Ben Hemingway      | Beta        | 38    |
| 10      | Gary MacDonald     | Beta        | 33    |